# 314国道
314国道（或“国道314线”、“G314线”）是在中国的一条国道，起点为新疆乌鲁木齐，终点为新疆塔什库尔干塔吉克红旗拉甫口岸的国道，全程1948千米。喀什以南的路段是喀喇昆仑公路中国部分，通过口岸与巴基斯坦 N-35 公路贯通。

## 里程表
| 城市名                                         | 距起点距离 |
| 新疆维吾尔自治区乌鲁木齐市                     | 0          |
| 新疆维吾尔自治区托克逊县                       | 160        |
| 新疆维吾尔自治区焉耆回族自治县                 | 414        |
| 新疆维吾尔自治区库尔勒市                       | 468        |
| 新疆维吾尔自治区轮台县                         | 636        |
| 新疆维吾尔自治区库车县                         | 746        |
| 新疆维吾尔自治区新和县                         | 789        |
| 新疆维吾尔自治区温宿县                         | 1001       |
| 新疆维吾尔自治区阿克苏市                       | 1013       |
| 新疆维吾尔自治区阿图什市                       | 1434       |
| 新疆维吾尔自治区喀什市                         | 1480       |
| 新疆维吾尔自治区疏附县                         | 1499       |
| 新疆维吾尔自治区塔什库尔干塔吉克自治县         | 1802       |
| 新疆维吾尔自治区塔什库尔干塔吉克自治县红旗拉甫 | 1948       |